# Fanny Mikey
Fanny Elisa Mikey Orlanzky, née le 26 décembre 1929 à Buenos Aires et morte le 16 août 2008 à Cali, est une actrice et figure du théâtre colombien d'origine argentine naturalisée colombienne.

## Biographie
Née à Buenos Aires le 26 décembre 1929, Fanny Mikey est la fille d'un juif lituanien émigré en Argentine.
En 1959, Mikey suit l'acteur Pedro Martinez en Colombie et prend la nationalité colombienne. Elle lance le festival ibéro-américain de théâtre de Bogota (es) en 1988.